# Esikonen

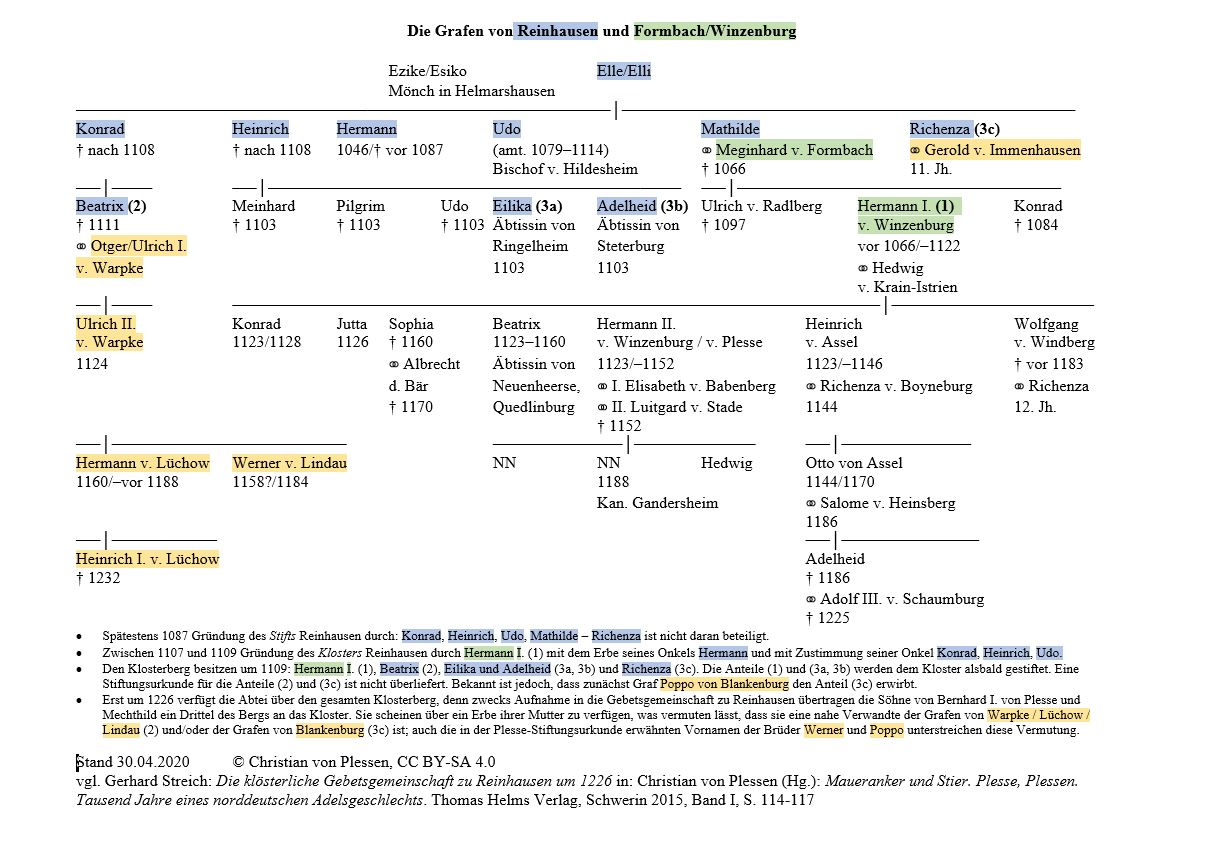

Das Grafengeschlecht der Esikonen (auch Asig-Sippe, später: Grafen von Reinhausen) geht zurück auf den sächsischen Edlen Hiddi (bezeugt um 813). Als Anhänger Karls des Großen hatte er sein Land verlassen müssen und war von Kaiser Karl vermutlich bei Wolfsanger im Kaufunger Wald (bei Kassel) als Graf in dem an der mittleren Diemel entstandenen sächsischen Hessengau eingesetzt worden. Hiddi hatte drei Söhne: Folkbold, Adalbald und Esiko (auch Asig, Kurzform von Adalrich). Nach Esiko, der aufgrund seiner Ehe mit Ida der Jüngeren der Schwiegersohn der Heiligen Ida von Herzfeld war, wurde das Geschlecht benannt, aus dem u. a. die Edelherren von Itter hervorgingen. Über Ida von Herzfeld waren die Nachkommen Esikos daher mit den Karolingern verwandt.
Dem Geschlecht der Esikonen gehörten an:
- Hiddi (Hildebold), 813 bezeugt, Graf im sächsischen Hessengau
- Asig (Esiko), Sohn Hiddis, 839 und 842 bezeugt, Graf im sächsischen Hessengau; verheiratet mit Ida, einer Tochter des Grafen Ekbert, Dux (Herzog) der Sachsen (Ekbertiner), und der hl. Ida von Herzfeld
- Cobbo der Jüngere, um 890 bezeugt, Graf im sächsischen Hessengau

Mitte des letzten Jahrzehnts des 9. Jahrhunderts kamen die Grafenrechte im sächsischen Hessengau aus unbekannten Gründen vorübergehend an die Konradiner; Graf Konrad der Ältere ist 897 bezeugt.
Nach der Rebellion und dem Tod des Herzogs Eberhard von Franken in der Schlacht bei Andernach 939 zog König Otto I. den sächsischen Hessengau als Reichslehen an sich.  Der nächste als Graf dort bezeugte Esikone war:
- Elli I. (Allo), † nach 965, Graf im sächsischen Hessengau 942–965, Graf im Leinegau um 950.

Nach Ellis Tod wurde der sächsische Hessengau mit dem Leinegau vereinigt, später jedoch wieder davon getrennt. Aus dem Geschlecht der Esikonen wurden nun die Grafen von Reinhausen, später von Winzenburg-Reinhausen:
- Reinward oder Regenwerc, bezeugt 973, 974, Graf im Gau Nithersi (=Ittergau)
- Asicho oder Esik, bezeugt 980, Graf im Ittergau und Nethegau
- Reinwerk, bezeugt 1022/23, Teilvogt der Paderborner Kirche
- Elli II. von Reinhausen (* um 1010), Graf im Leinegau.
- Udo von Gleichen-Reinhausen, Bischof von Hildesheim (um 1045–1114)

Graf Reinwerks Nachfolger Widherold ist 1051 bis 1076 im Gefolge des Paderborner Bischofs Imad nachweisbar und wurde dort als „Edelfreier Herr von Itter“ bezeichnet. Seine Herrschaft war nicht mehr die eines Grafen, sondern bezog sich wohl nur auf den Ittergau, vielleicht auch nur auf den südlichen Teil desselben, die spätere Herrschaft Itter.